# Louis Blanc (stacja metra)
Louis Blanc – stacja linii 7 i 7 bis metra w Paryżu, położona w 10. dzielnicy.

## Stacja

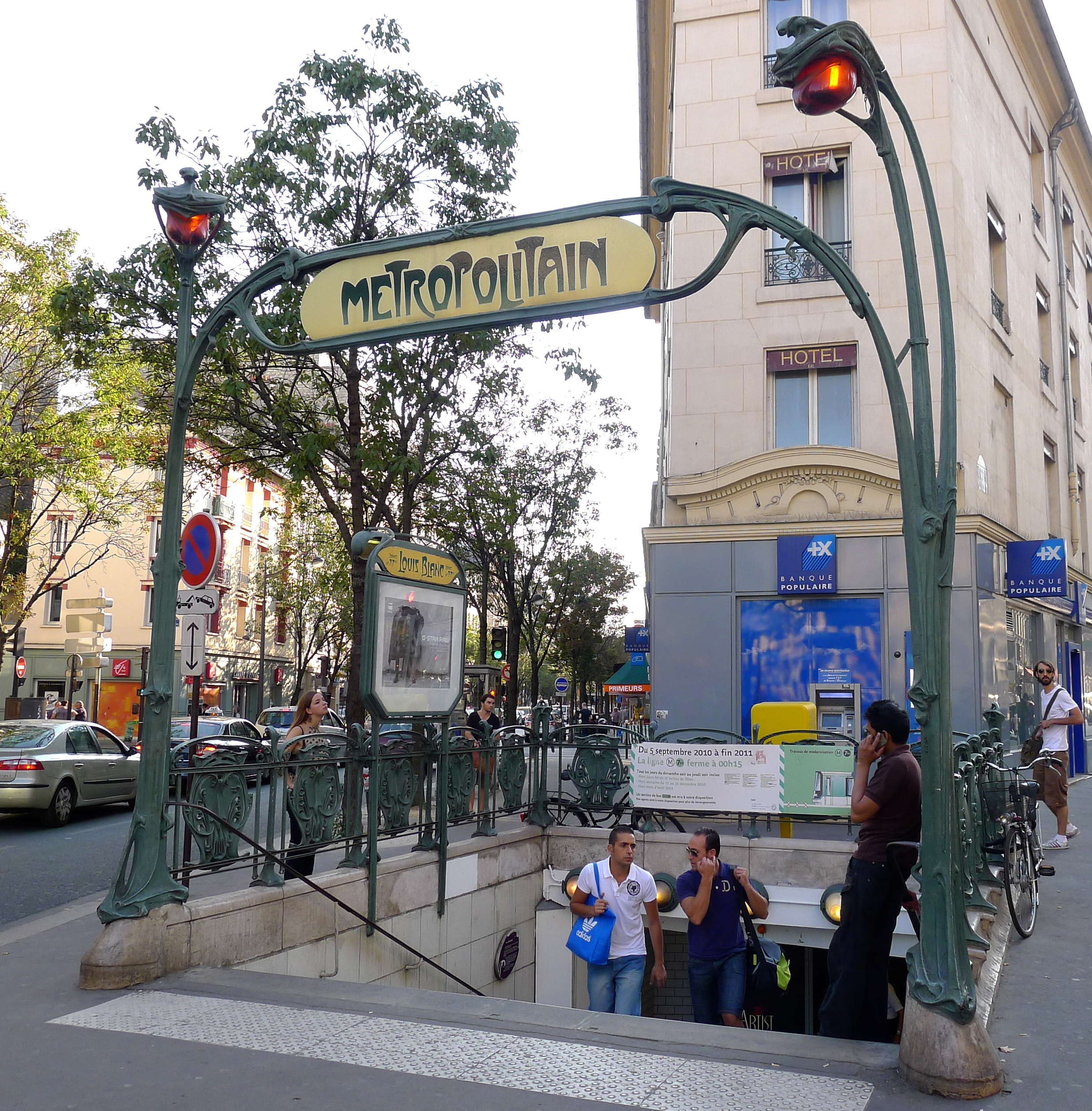
Zabytkowe wejście na stację.

Stacja została otwarta w 1911 roku. Linia 7 wówczas, rozgałęziając się w tym miejscu, obsługiwała odcinki do stacji Porte de la Villette i Pré Saint-Gervais. W 1967 jedno z odgałęzień wydzielono z linii 7, a powstałej w ten sposób niezależnej linii nadano oznaczenie 7 bis.
Nazwa stacji odwołuje się do leżącej nad nią ulicy Rue Louis Blanc. Ta zaś upamiętnia swą nazwą Louisa Blanca (1811-1882) – polityka, autora prac, które wywarły znaczący wpływ na rozwój idei socjalistycznych we Francji.
Wejście na stację, zaprojektowane w 1900 roku przez Hectora Guimarda, jest od 29 maja 1978 wpisane na listę zabytków

## Przesiadki
Stacja umożliwia przesiadki na autobusy dzienne RATP i nocne Noctilien.